# Jon McCarthy
Jon McCarthy, właśc. Jonathan David McCarthy (ur. 18 sierpnia 1970 w Middlesbrough) – północnoirlandzki piłkarz występujący na pozycji pomocnika oraz trener.
Jako zawodnik Port Vale, Birmingham City oraz Sheffield Wednesday rozegrał łącznie 221 spotkań i zdobył 19 bramek w Division One.
W reprezentacji Irlandii Północnej zadebiutował 24 kwietnia 1996 w przegranym 1:2 towarzyskim meczu ze Szwecją. Do 2001 w drużynie narodowej zagrał 18 razy.